# Żyźniewo (przystanek kolejowy)
Żyźniewo – zamknięty przystanek osobowy w Żyźniewie na linii kolejowej nr 36, w województwie mazowieckim, w Polsce.